# Joseph Junkes
Joseph Junkes SJ (* 28. September 1900 in Goch; † 28. April 1984 in München) war ein deutscher Jesuitenpater und Astronom.
Junkes war von 1935 bis 1977 an der Vatikanischen Sternwarte in Castel Gandolfo und dort Direktor des astrophysikalischen Laboratoriums.

## Ehrungen
- 1974: Verdienstkreuz 1. Klasse der Bundesrepublik Deutschland